# Fulda Reifen
Fulda (произносится Фу́льда) Reifen GmbH — немецкая компания, всемирно известный производитель шин. Основана в 1900 году, с 1962 входит в состав концерна Goodyear Dunlop Tires Germany GmbH
Доля шин торговой марки «Fulda» на рынке Германии составляет около 10 %. «Fulda» представляет собой один из ведущих брендов Германии, предлагая широкий ряд шин для легковых автомобилей, грузовиков и сельскохозяйственных машин.